# Saul Goskind
Saul Goskind (ur. 1907 w Warszawie, zm. 24 maja 2003 w Bene Berak) – polski i izraelski producent filmowy żydowskiego pochodzenia, jeden z twórców filmu żydowskiego w Polsce.
Urodził się w Warszawie. W 1932 roku wraz z bratem Izaakiem założył laboratorium filmowe Sektor. Na jego bazie w 1936 roku założył wytwórnię filmową Kinor. Podczas II wojny światowej przebywał w Związku Radzieckim. W 1945 roku powrócił do Polski i w tym samym roku powołał spółdzielnię filmową Kinor produkującą filmy w języku jidysz. W 1951 roku wyemigrował do Izraela, gdzie nadal zajmował się produkcją filmową. Zmarł w Bene Berak.

## Produkcje filmowe
- 1949: Po dwóch tysiącach lat
- 1948: Piąta rocznica powstania w getcie warszawskim
- 1948: Joint
- 1948: ORT
- 1948: Nasze dzieci
- 1947: My, którzy przeżyliśmy
- 1947: Droga do zdrowia
- 1947: Żydowskie osadnictwo na Dolnym Śląsku
- 1939: Białystok
- 1939: Kraków
- 1939: Łódź
- 1939: Lwów
- 1939: Warszawa
- 1939: Wilno
- 1939: Bezdomni
- 1937: Weseli biedacy
- 1936: Za grzechy
- 1934: Przebudzenie
- 1929: Lag ba-Omer szel Ha-Szomer ha-Cair be-Warsza (hebr. Organizacja Ha-Szomer ha-Cair obchodzi święto Lag ba-Omer w Warszawie)